# Христо Ампов
Христо Костадинов (Динев) Ампов с псевдоним Есмералдо е български революционер, деец на Вътрешната македонска революционна организация (обединена).

## Биография
Христо Ампов е роден в 1896 година в град Дойран, тогава в Османската империя, днес в Северна Македония, в семейството на видния водач на българската партия в града Костадин Ампов. Основно и прогимназиално образование получава в родния си град, след което учи в Солунската българска мъжка гимназия, която завършва през юни 1913 година с последния двадесет и седми випуск и се прибира в Дойран. По време на Междусъюзническата война е доброволец в местната милиция в Дойран. След войната Дойран остава в Сърбия и семейството му се премества в останалата в България Струмица. През 1914 година Христо Ампов записва математика в Софийския университет, където по-късно става член на Македонското студентско дружество „Вардар“. Мобилизиран е през Първата световна война и служи в 14-а дружина в Горна Джумая като завършва 4-месечен курс в Школа за запасни офицери. Сражава се в битката при Яребична и около Дойран. След това се присъединява към ВМРО, като е близък с Йосиф Кондов и Георги Попхристов.
Активист е на Струмишкото благотворително братство. Участва като негов делегат в обединителния конгрес на Македонската федеративна организация и Съюза на македонските емигрантски организации от януари 1923 година.
По-късно става член на ВМРО (обединена), на която е касиер и секретар. В 1928 година Филип Атанасов и Христо Ампов обособяват III революционна област (Пиринска Македония) на ВМРО (обединена), на която Ампов е секретар. Ампов е част от групата национал-революционери около Георги Занков и Павел Шатев, която влиза в конфликт с прокомунистическите фракции в организацията. След отказ на Ампов да обедини групите си в Пиринска Македония с комунистическите на Симеон Кавракиров през септември 1928 година Централният комитет на ВМРО (обединена) го обявява за самозванец.
През януари 1929 година Ампов участва в помирителна среща в Гюргево заедно със Занков, Филип Атанасов, Петър Карчев, Михаил Шкартов и Йосиф Кондов. Същевременно се занимава с търговия, акционер е в тютюневата фабрика „Македония-Ампови“ в Сяр. С част от авоарите си подпомага финансово дейности на ВМРО (обединена) в България.
След Деветосептемврийския преврат в 1944 година се противопоставя на започнатата от новата власт политика на македонизация в Пиринска Македония. Участва в дейността на СМЕО и МНИ. Работи в картонена фабрика и Промкобината за циклостил в Сливница. През 1978 година предава свои архиви в Централния държавен исторически архив, които са свързани с борбата му срещу фалшификациите на македонската историография.
Ампов умира на 3 септември 1982 година в София. Оставя спомени под заглавието „Нищо повече, нищо по-малко – всекиму заслуженото (за борбите за освобождение на Македония)“.